# امامزاده محمد (صفورا)
بنای امامزاده محمد (صفورا) در قم، خیابان خاکفرج، جنب بیمارستان خیریه الهادی واقع شده و این اثر در تاریخ ۲۵ اسفند ۱۳۷۸ با شمارهٔ ثبت ۲۶۶۷ به‌عنوان یکی از آثار ملی ایران به ثبت رسیده است.